# Crioulo português de Bidau
O crioulo português de Bidau é uma língua crioula baseada na língua portuguesa que está praticamente extinta, mas que foi falado em Bidau, um subúrbio a leste de Díli, Timor-Leste, até a década de 1960, quando os seus falantes deslocaram-se para o português padrão.

## Formação e características
O crioulo português de Bidau surgiu do português falado pelos colonos e mestiços da Ilha de Flores, influenciado pelas línguas introduzidas na área por militares, homens de Lifau. Ele compartilha uma série de características com crioulos próximas, como macaense. Provavelmente deve ter sido grande a influência do português de Bidau sobre a formação do tétum praça.

## História
Os primeiros portuguesa chegaram à ilha de Timor em 1512, após vários séculos de contato da Língua portuguesa com línguas locais surgiu um crioulo de base portuguesa naquela ilha, o chamado “português de Bidau”, na atualidade com relevo praticamente apenas arqueológico, Bidau é hoje um dos bairros da orla oriental da cidade de Díli. O português de Bidau é uma língua crioula, hoje praticamente extinta, que teria surgido, de acordo com Francisco Xavier de Menezes, com a fixação, naquela área, já antes das campanhas de pacificação, duma companhia de Larantuqueiros (de Larantuca) cristãos, a qual que com a venda da Ilha de Flores aos holandeses, foi substituída por uma companhia de segunda linha que manteve o mesmo falar já comum no bairro. João Paulo Esperança salienta, noutro sentido, que língua crioula portuguesa de Bidau deve ter chegado a Díli quando a capital foi transferida de Lifau para Díli, junto com a população da colônia portuguesa, em 1769.
Atualmente a língua crioula portuguesa de Bidau está praticamente extinguido. Francisco Aleixo de Menezes referia já em 1968 que se encontravam apenas umas 4 a 5 pessoas idosas que ainda o usam quando se encontram ocasionalmente e Luís Filipe Thomaz afirma peremptoriamente que em 1974 já se encontrava extinto. No entanto, segundo linguistas timorenses ainda subsistem raros falantes do português de Bidau, quer em Díli, quer mesmo em Portugal, por refugiados que para aí foram depois de 1975.

## Pequenos exemplos do português de Bidau
- Vósse, bai na ôndi?
- Eu bai na riba.
- Vósse vai fazer cuza, bê?
- Eu leva este cànico, vai só lè águ.
- Vósse tira águ, faze cuza bê?
- Eu tira águ, bai cozinha arroze, antis meu marido bên cómi.
- Nós bai na ribeira, bê, toma banho.[1]